# Dysdera ghilarovi
Dysdera ghilarovi este o specie de păianjeni din genul Dysdera, familia Dysderidae, descrisă de Dunin, 1987.
Este endemică în Azerbaijan. Conform Catalogue of Life specia Dysdera ghilarovi nu are subspecii cunoscute.